# Academia John T. Morgan
La Academia John T. Morgan es una institución educativa ubicada en Selma, Alabama, Estados Unidos. Fue fundada en 1965 como una academia de segregación.

## Historia
La escuela lleva el nombre de John Tyler Morgan, un general confederado, senador y miembro del Ku Klux Klan, quien como senador presentó varios proyectos de ley para legalizar el linchamiento de afroestadounidenses. Fue fundada en 1965, poco después de las marchas de Selma a Montgomery. Las primeras clases en 1965 se llevaron a cabo en la Casa John Tyler Morgan hasta que se construyó un nuevo campus en 1967.
Después de 41 años, la escuela admitió a su primer estudiante negro en 2008. Bryan Oliver se convirtió en director en 2021.

## Robótica
Morgan tiene un programa de robótica activo.